# Беспаев, Искак
Искак Беспаев (каз. Ысқақ Беспаев, 1900 год, Акмолинская область, Российская империя — 1964 год, Есильский район, Целиноградская область, Казахская ССР, СССР) — председатель колхоза, Герой Социалистического Труда (1948).

## Биография
Родился в 1900 году.
В 1922 году избран секретарём аульного исполкома народных депутатов.
С 1924 года — учитель аульной школы.
В 1942 году был назначен председателем колхоза «Омурлик» Есильского района Акмолинской области. С 1950 году был директором «Заготживсырьё». С 1952 года работал председателем колхоза «30 лет Казахской ССР».
Неоднократно избирался депутатом районного совета народных депутатов.
Был удостоен в 1948 году звания Героя Социалистического Труда за трудовые достижения колхоза «Омурлик».
Скончался в 1964 году.

## Награды
- Герой Социалистического Труда — Указом Президиума Верховного Совета от 23 июля 1948 года
- Орден Ленина (1948)

## Источник
- Герои Социалистического труда по полеводству Казахской ССР. — Алма-Ата, 1950. — 412 с.
- «Қазақ Энциклопедиясы», т. 2.